# Kolektivní dům ve Zlíně
Kolektivní dům ve Zlíně je první kolektivní dům realizovaný v Československu. Dvanáctipodlažní dům byl postaven v letech 1945–1950 v centru města. Architektem byl Jiří Voženílek, který působil již v Baťových závodech. Součástí domu bylo 102 bytů, restaurace a školka. 
Byty různých dispozic bylo možno upravovat proměnami příček. Každý byt měl jen malou kuchyňku, neboť se počítalo s kolektivním stravováním. Dokonce v nájemní smlouvě byl uveden závazek odběru alespoň 20 jídel na obyvatele a měsíc.
Restaurace později sloužila jako vysokoškolská menza.
Druhý kolektivní dům byl později postaven v Litvínově.